# Kostelní náměstí čp. 28 (Prachatice)
Kostelní náměstí č.p. 28
(cukrárna Vanesa) je renesanční dům z poloviny 16. století na Kostelním náměstí v Prachaticích s atikou ve formě cimbuří a obloučkovým nástavcem. Fasádu zdobí sgrafitová a malovaná výzdoba z roku 1557 s humanistickou tematikou Venuše, lásky a ctností s odkazem na učení Marsilia Ficina, Platóna a sv. Augustina. Dům je součástí městské památkové rezervace Prachatice, v ÚSKP je evidován pod číslem 36108/3-3468.

## Popis domu
Jednopatrový renesanční dům přistavěný k vnitřní gotické hradbě v polovině 16. století. Dům má atikové půdní patro s atikou se zakončením ve formě cimbuří. Středový nástavec atiky, ve formě obloučku na pilastrech, je inspirován atikou Scuoly Grande di San Marco v Benátkách. Fasáda je čtyřosá (atikové patro tříosé). Střecha za atikou je pultová (původně dvoupultová se středovým žlabem). Horizontálně člení fasádu dvě původní renesanční kordonové římsy. Celá fasáda je zdobena sgrafitovou a malovanou výzdobou a to jak figurální tak ve formě psaníček. Zadní fasáda domu směrem do parkánu prošla úpravou v 19. století a je bez výzdoby. Dům je součástí bloku domů stejného stáří a podobného architektonického výrazu, napravo sousedí s Heydlovým domem a zadní částí s bývalou Literátskou školou (městská škola, rektorský dům).

## Historie domu
Dům pravděpodobně vznikl jako novostavba až v polovině 16. století, po dokončení třetího okruhu vnějšího opevnění města, kdy vnitřní okruh pozbyl částečně své obranné funkce a prostor mezi kostelem s okolním hřbitovem (po pol. 16. století přesun pohřbívání ke sv. Petru a Pavlovi) a hradbou mohl být částečně zastavěn. Během třicetileté války byla značně poškozena část domu směrem do parkánu (jak zobrazuje veduta Jindřicha de Verle z roku 1670). Výraznější, zejména vnitřní úpravy, provedeny v 19. století. Pravděpodobně v 19. století nebo na začátku 20. století také došlo k posunu a zvětšení oken v prvním patře. V roce 1992 došlo k odkrytí a restaurování sgrafitové a malované výzdoby domu.
Podle Soupisu handlovníků se solí z roku 1570 byl pravděpodobně v tomto roce majtelem domu Jan Kramařík, v roce 1585 pak Matěj Kramařík. Prvními bezpečně známými majiteli domu byli ale až v první polovině 18. století Mathias Prix a Johann Michl Gruber, od poloviny 18. století do poloviny 19. století patřil dům rodině Fintzeových.

## Popis sgrafitové výzdoby

### Výzdoba atikového půdního patra (dualita Venuše)
Výzdoba atikového patra na téma Venuše, lásky a ctností je humanistickou deklarací tehdejší módní novoplatonistické filozofie, tak jak ji prezentoval např. tehdejší filozof a lékař Marsilio Ficino (zejména ve svém spise De Amore, komentáři k Platónovu dialogu Symposion). Dominantním tématem výzdoby, nejen atikového patra, ale i celé fasády je platonistické téma duality Venuše (Duplex Venus). Dle Platóna existují dvě Venuše, jedna Nebeská (reprezentující lásku duchovní) a jedna Obecná (neboli také Lidová, ztělesňující lásku tělesnou). Láska Nebeská je vyšší než láska tělesná a člověk by měl usilovat o to, aby se přiblížil k této duchovní dokonalosti, kterou personifikuje Nebeská Venuše, jejíž krása je spojena s moudrostí a dobrem (jde o lásku duše snažící se povznést k božské dokonalosti). Ficino hlásá, že člověk je mezi zvířetem a Bohem, tzn. jeho chování (jejímiž původci jsou obě Venuše) se pohybuje v tomto rozmezí, ale zároveň má usilovat o dokonalost a tudíž být blíže Bohu. Lidová Venuše je tedy ztělesněním pozemské, smyslové a pomíjivé lásky, zatímco Nebeská Venuše, jež je spojena s rozumem a světem idejí, je láskou transcendentální, představující čistou, ideální a věčnou lásku. 

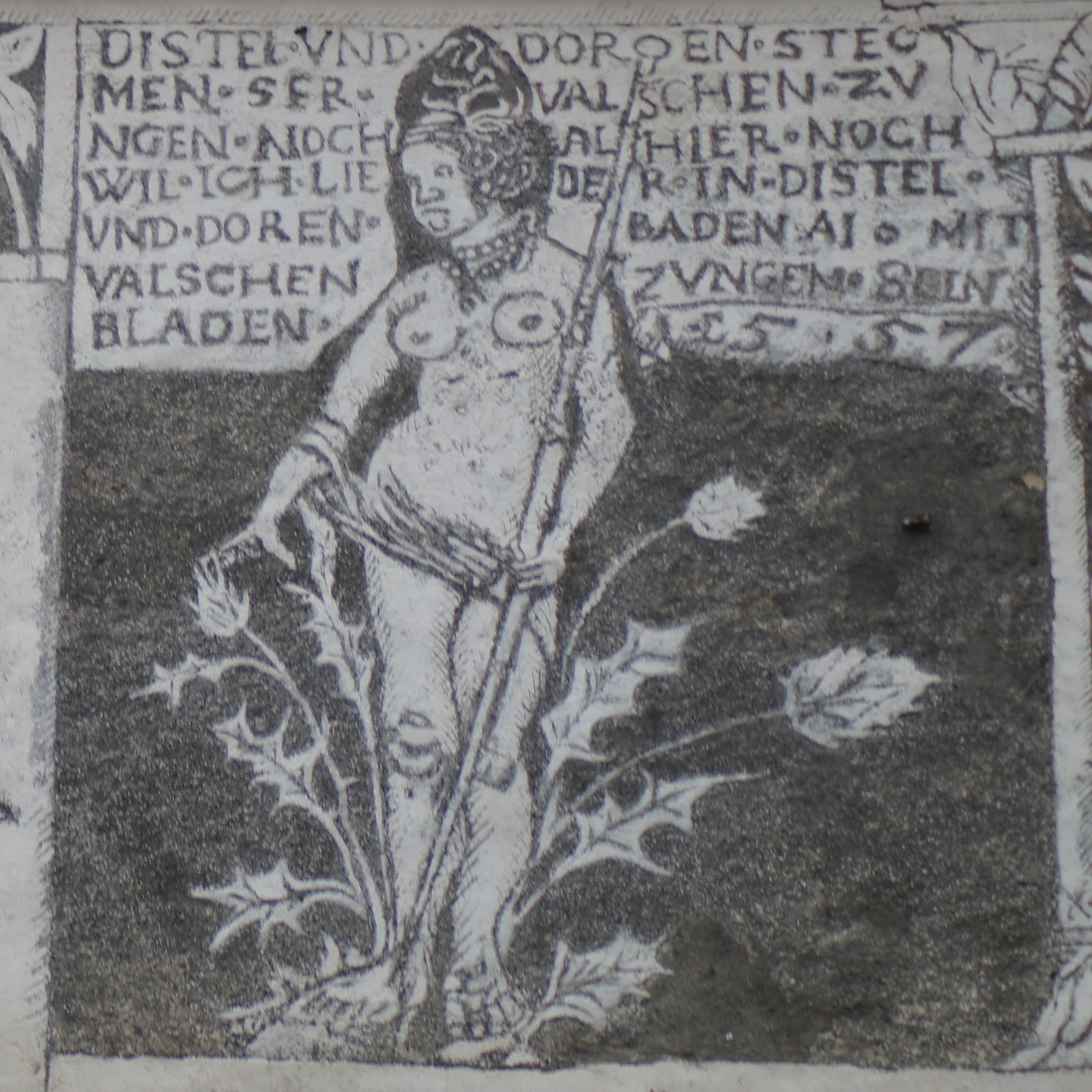
Kostelní náměstí 28, Nebeská Venuše

#### První výjev, čteno zprava (Nebeská Venuše)
na fasádě zobrazuje Nebeskou Venuši. Nahá postava Venuše má v levé ruce kopí jako Palas Athena a nestojí v pěně nebo mušli, jak běžně bývá Venuše zobrazována, ale v trní a bodláčí. V horní části obrazu je staroněmecký majuskulní nápis: 
 "DISTEL VND DOREN STEO / MEN SER VALSCHEN ZV/NGEN NOCH L HIER / WIL ICH LIEDER IN DISTEL / VND DOREN BADEN AI(?) MIT /
VALSCHEN ZVNGEN SEIN / BLADEN 1557", volně přeloženo do češtiny: „Ostny a bodláčí píchají hodně, falešné jazyky však ještě mnohem více. Přece se chci raději koupat v trnech a bodláčí, než být obtížen zlými jazyky/pomluvami 1557“.

 Výklad textu může být mnohoznačný. Důležité pro výklad je i zobrazení symbolu kopí, jako atributu bohyně Athény, která byla nejen bohyní moudrosti, moudře vedené války, statečnosti, umění, ochránkyní práva a spravedlnosti, ale je také Athénou Panenskou a věrnou souputnicí Diovou (ostatně symbol věrnosti, pes na řetězu, je s obrazem rovněž řetězem propojen ve své dolní části). Vzhledem uvedeným souvislostem se lze domnívat, že hlavní tematikou zobrazení je nejen boj za obecnou mravnost (tedy Cudnost jako ctnost, tento význam je zde zdůrazněn nápisem a tento typ Venuše bývá někdy nazýván Venus Pudica), ale i za pravdu, spravedlnost, moudrost, umírněnost, statečnost i věrnost a další ctnosti (tedy obecně dobro), o které měl tehdejší člověk ve svém životě usilovat, bojovat sám se sebou, za svou duši tak, aby se stal Dobrým člověkem. Vzorem pro zobrazení Venuše byl pravděpodobně dřevořez Lucase Cranacha staršího z roku 1506, ale částečně také grafický list Heinricha Aldegrevera, znázorňující Cudnost z cyklu "Ctností a neřestí" vydaného roku 1552.

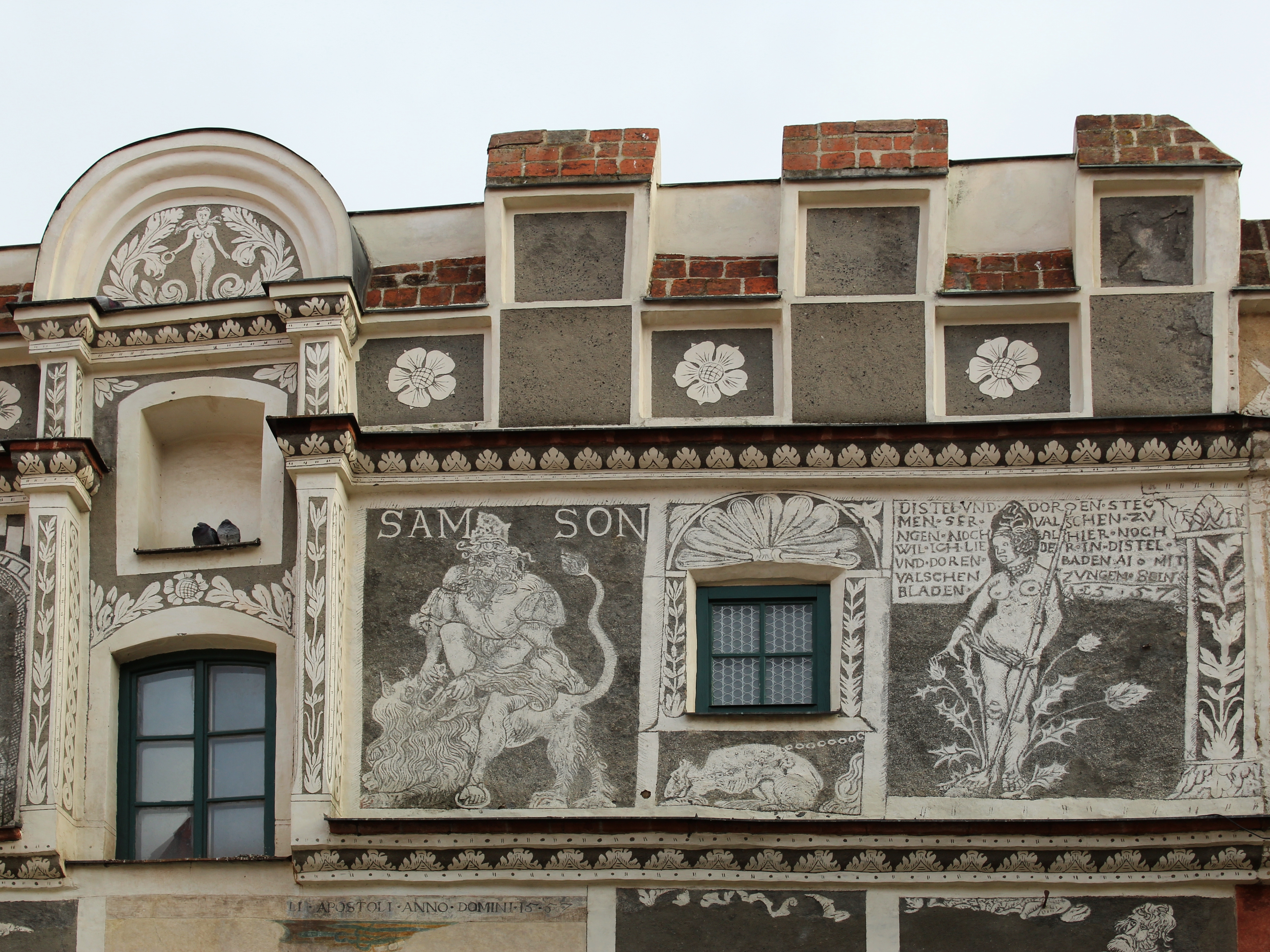
Kostelní náměstí 28, atikové patro (dualita Venuše), Nebeská Venuše, Samson a pes

#### Druhý výjev zprava (pes na řetězu)
Dole pod okenním otvorem je vyobrazen pes na řetězu, propojující tento výjev s výjevem Nebeské Venuše. Výjev je atributem věrné lásky a zároveň symbolem spoutání tělesné žádostivosti.

#### Třetí výjev zprava (Samson bojující se lvem)
Výjev zobrazuje Samsona bojující se lvem, vzorem byl dřevořez Albrechta Dürera z roku 1497. Postava Samsona zde symbolizuje boj a vítězství dobra nad zlem, ctností nad neřestmi a souvisí tak s vedlejším výjevem Nebeské Venuše (dobro je dokonalost duše a jeho nejvyšší formou je Bůh). Samson byl často považován za předobraz Krista svým životním předurčením, zrazením i svou smrtí.

#### Čtvrtý výjev zprava (Caritas, láska jako křesťanská ctnost)

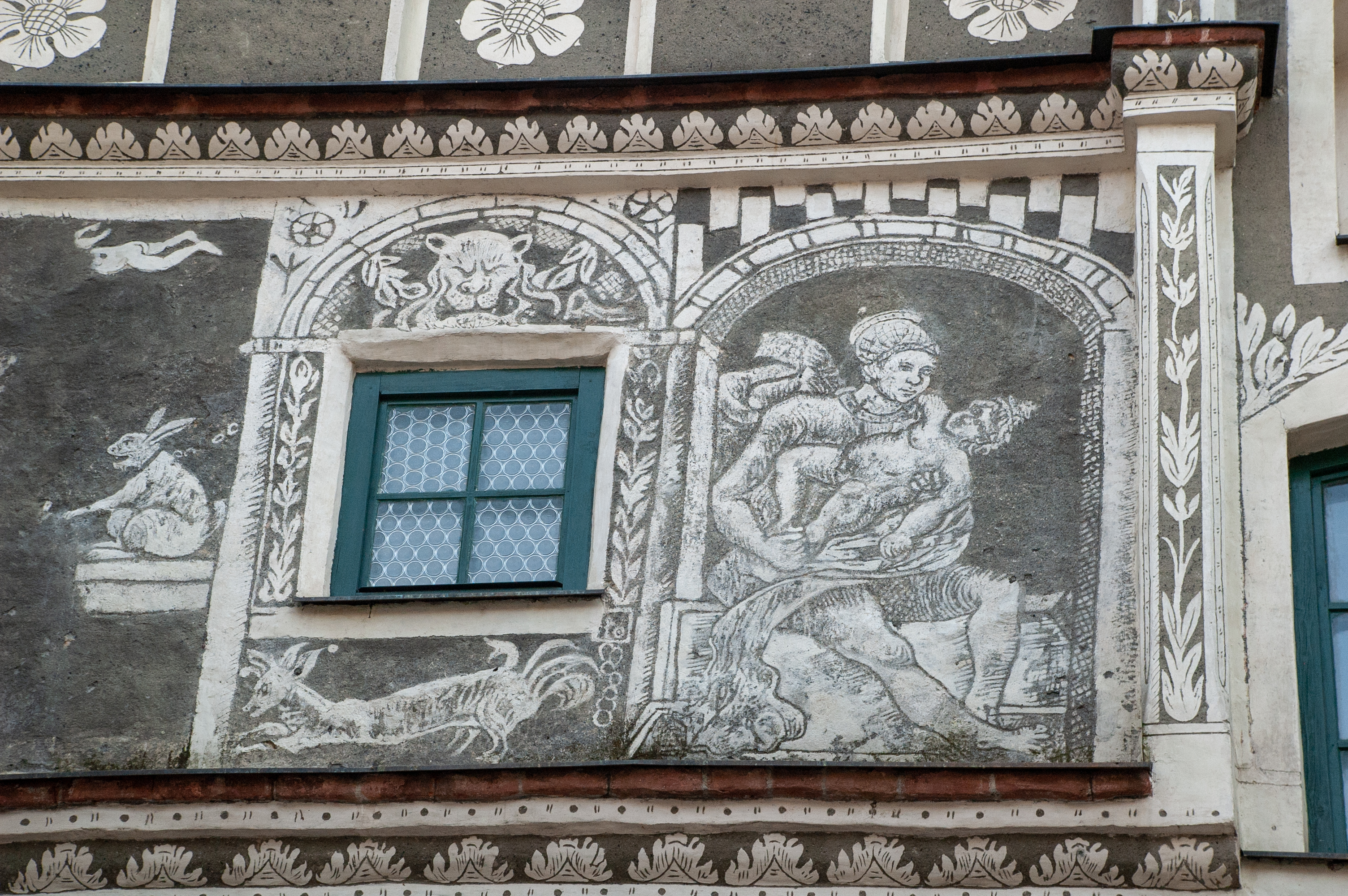
Kostelní náměstí 28, atikové patro (dualita Venuše), Caritas a kozel

Výjev zobrazuje ženu se dvěma dětmi (z druhého dítěte vlevo za ramenem je identifikovatelná pouze část ruky, původně vykukující skloněná vlasatá hlavička dítěte je zkreslena rekonstrukcí do podoby podivně vyčnívajícího kusu látky, v ruce pak pravděpodobně toto dítě drželo růži). Jde o typické zobrazení "Caritas", tedy lásky milosrdné a pečující. Jde o lásku netělesnou a též zvanou křesťanská (láska k bližnímu svému). Láska k bližnímu je dle Ficina pouhou přípravou na lásku k Bohu. Cesta k Nebeské Venuši, k idejím, je možná pouze přes postupný vzestup od nižších forem lásky k těm vyšším. Je to proces, který zahrnuje očištění smyslového vnímání a rozvíjení rozumu. Grafickou předlohou pro výjev na fasádě byla rytina Lucase van Leydena znázorňující Caritas z cyklu ctností z roku 1530.

#### Pátý výjev zprava, druhý zleva (kozel)
Dole pod oknem je vyobrazen kozel, symbol tělesné žádostivosti, obraz je propojen s následujícím obrazem Obecné Venuše. Zatímco pes je na protější straně uvázaný na řetězu, kozel je z řetězu utržený. Zde má kozel funkci smyslové vášně, příslušející Lidovému Amorovi, doprovázejícímu Lidovou Venuši, kterého též nazýváme Kakodeamon (podle Ficinovy terminologie je Kalodaemon dobrým démonem, doprovázejícím Nebeskou Venuši a Kakodaemon ďábelským démonem, doprovázejícím Lidovou Venuši).
Tělesnou žádostivostí i dvojí podobou lásky se ve svém díle zabývá rovněž sv. Augustin (jde o spisy „O dobru manželském“, „O panenství“, „O boží obci", „O milosti a svobodném rozhodování" a další), navazuje zde rovněž na Platónovo učení, tentokráte z pohledu raně křesťanské teologie.

#### Šestý výjev zprava, první zleva (Obecná nebo také lidová Venuše)
Výjev je bohužel z větší části zcela zničen. Z obrazu zbývá pouze zajíc sedící na lavici, a částečně dochovaný letící Amor. Vzhledem k atributům zajíce, Amora a kozla, kteří jsou atributem tělesné žádostivosti, se lze oprávněně domnívat, že zde byla zobrazena Obecná (lidová) Venuše, tedy personifikace tělesné lásky. Jakou podobu měla Venuše a jaký grafický list sloužil jako předobraz nelze již vzhledem k nedochovanému výjevu přesně určit. Jen čistě hypoteticky, vhledem k přítomnosti zajíce na pravé straně a atributem trnů na fasádě, je možné, že zde mohla být zobrazena například sedící Venuše, vytahující si trn z paty např. podle mědirytiny Marca Denteho (podle Raffaela) z roku 1516. Existují různé modifikace, vycházející z původního vzoru (nástěnných maleb pokrývajících koupelnu rezidence kardinála Bibbieny ve Vatikánu), např. rytina od Marcantonia z let 1512-1520, zobrazující koupající se Venuši, sedící na lavici (chybí zde ale zajíc, který je nahrazen Amorem). Tento grafický list se pak stal vzorem pro rytinu, v Řezně působícího, Albrechta Altdorfera z let 1525–1530. Na fotografii z 90. let je ještě zcela vlevo vidět zbytek lavice a látky, na které Venuše zřejmě seděla.

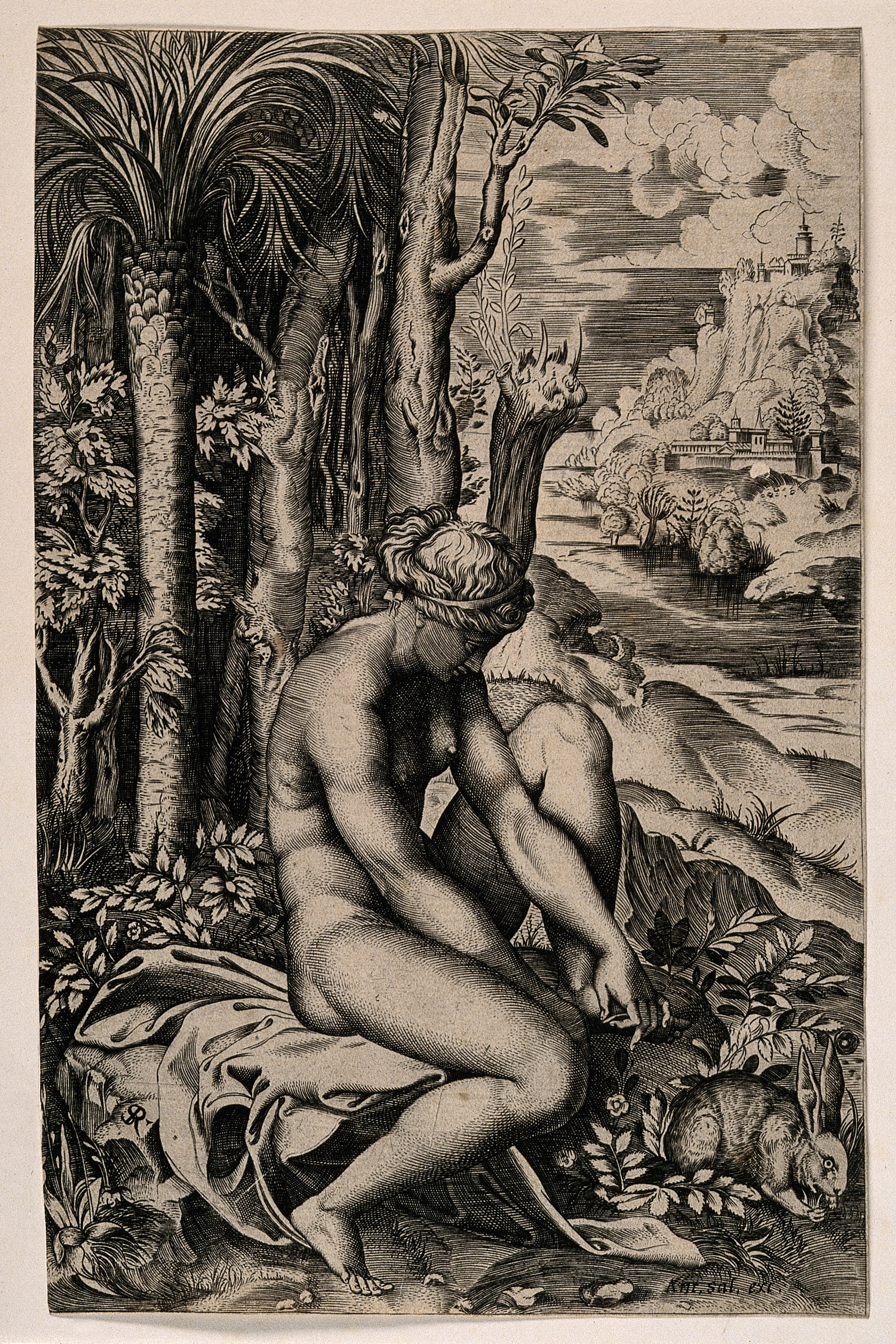
Venuše zraněná trnem růže (Marco Dente, 1516)

#### Atikový pás
V atice jsou zobrazeny růže a nahá mladá žena s věnečkem (symbol nevinnosti). Růže v atice jednak souvisí s tématem Venuše, růže a trnů, ale je i znakem Rožmberků, tehdejších vlastníků města. Zcelujícím tématem výzdoby fasády jsou tedy, i trny a růže, symbol lásky, bolesti i utrpení, společné téma pro antické báje i křesťanství, tedy propojení, které hlásal renesanční novoplatonismus.

### Boční fasáda domu (pošetilost tělesné lásky)
skrytá a přístupná z půdy vedlejšího Heydlova domu, je taktéž částečně zdobena sgrafity (fasáda zakryta někdy v rozmezí let 1557–1559, kdy byl Heydlův dům pravděpodobně zvýšen o atikové patro) je zde k rozeznání výjev, částečně skrytý za trámy krovu, s možným tématem "pošetilosti tělesné lásky". Zobrazuje dvě zcela nahé ženské postavy, jedna mladá s věnečkem v ruce (panna, stejná jako v nástavci atiky na uliční fasádě), druhá zobrazuje nahou zralou ženu s čepcem (provdaná žena). Vedle nich stojí šašek oblečený v ženských šatech. Starší žena a šašek mávají k zcela nahému jezdci s rohy a bradkou, jedoucímu na koni. Nahý jezdec znázorňuje pravděpodobně Pana, Satyra nebo ďábla, tedy obecně tělesné pokušení a smilstvo.
Podle sv. Augustina jsou cizoložství a smilstvo smrtelnými hříchy. Mimomanželský pohlavní styk narušuje posvátný závazek věrnosti mezi mužem a ženou, který je pro duši velkým dobrem. Sexualita (tedy i tělesná žádostivost) nebyla Bohem při tvoření původně zamýšlená, ale byla přidána až po prvotním hříchu, jako trest za Adamovo provinění. Manželství transformuje hříšnou tělesnou žádostivost v dobro zachování rodu a uspokojení této žádostivosti v manželství není tedy hříchem. Nejvyšší hodnotu má ale panenství a je nadřazeno manželství, protože neprovdaná žena myslí jedině na to, jak se zalíbit Pánu. Vyobrazení smilstva na boční fasádě domu je tedy v podstatě přímým grafickým přepisem Augustinova textu ze spisu O dobru manželském (De bono coniugali, AD 401).

### Výzdoba prvního patra (biblické výjevy: láska k Bohu)

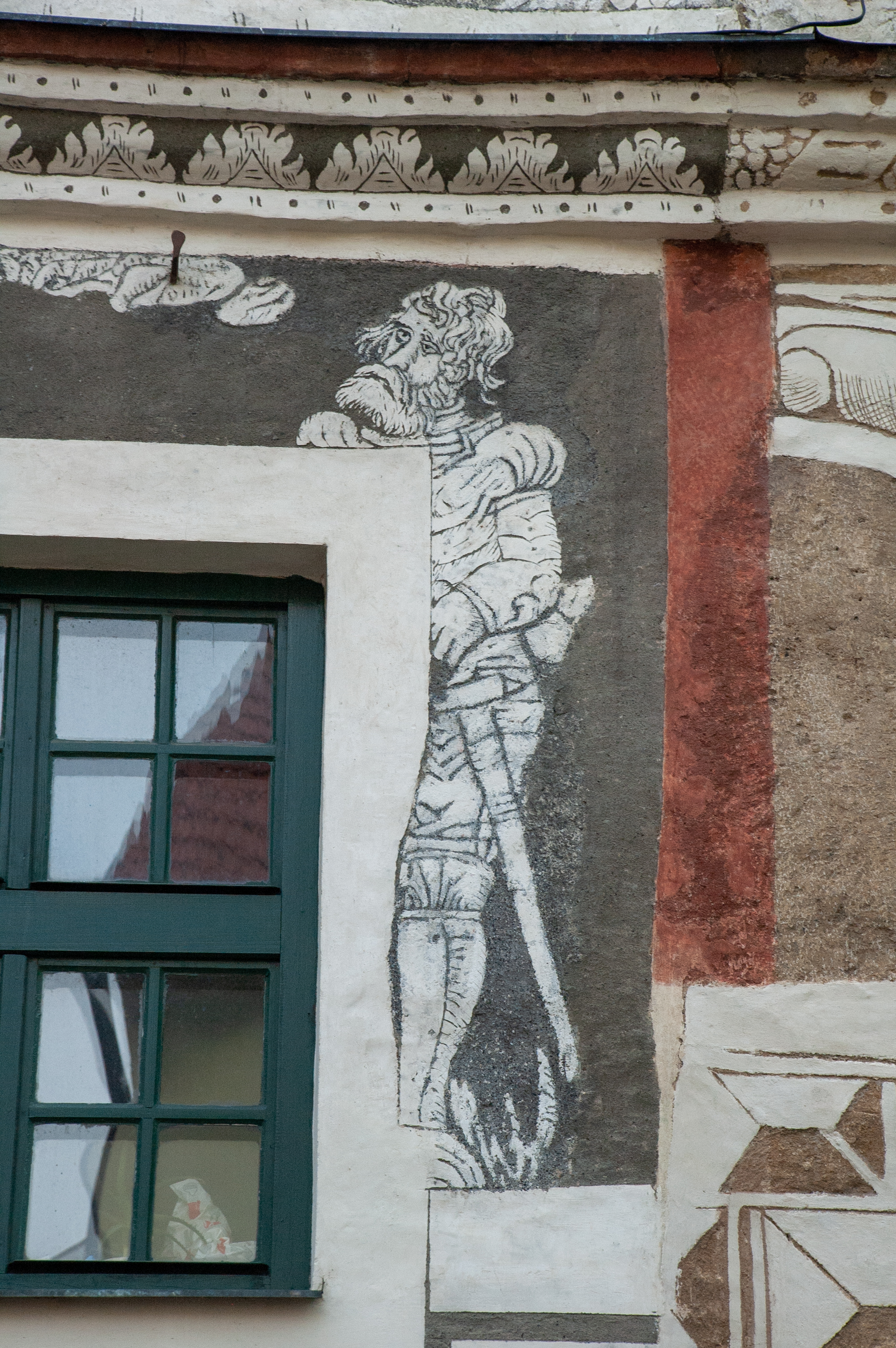
Kostelní náměstí 28 (Biblické výjevy), Jozue

První výjev zleva pravděpodobně znázorňuje Mojžíše, který vyvádí vodu ze skály (Exodus 17). (Není ale vyloučeno, že výjev zobrazujel Mojžíše, dostávajícího Desatero příkázání a při restaurování byl výjev, vzhledem ke svému poškození, částečně zkomolen). Dále pokračuje středový výjev, malovaný technikou fresco seco, zobrazující město s řekou v popředí a hory v pozadí. Vzhledem ke kontextu výzdoby celého prvního patra se jedná pravděpodobně o biblické město Jericho, s řekou Jordán v popředí. Pravděpodobnou možnou inspirací pro zobrazení Jericha zde byl výjev z Norimberské bible (JOSUE CII) z roku 1483 (Anton Koberger, Norimberk, 1483), zobrazující "Bitvu o Jericho", částečnou inspirací mohlo být ale i samotné město Prachatice, jehož vhled a velikost rovněž odpovídá zobrazenému námětu. Nad zobrazením je poškozený nápis „-LI APOSTOLI ANNO DOMINI 1557“ vztahující se k nějaké události datované ke dni Obrácení apoštola sv. Pavla roku 1557 (tedy 25. 1. 1557). Středový výjev je bohužel poškozen posunem a zvětšením okenních otvorů. Vzhledem ke vzorovému tématu (přítomném i na výše uvedeném grafickém listu) zde byla pravděpodobně vyobrazena Archa úmluvy, která se stala symbolem smlouvy mezi lidmi a Bohem. Archa úmluvy obsahovala Desatero přikázání a další posvátné předměty (Áronovu hůl, nádobu s mannou a první svitek Tóry, který napsal Mojžíš). Poznání boha (do jisté míry přístupné všem lidem), jež symbolizuje Archa úmluvy, je spojeno s láskou k Bohu (láska k Bohu znamenaná i dodržovat Boží přikázání: "Milujete-li mne, budete zachovávat má přikázání"). Třetí výjev zcela vpravo pak znázorňuje pravděpodobně Jozuu, Mojžíšova nástupce a pokořitele Jericha. Inspirací zde mohl být grafický list Erharda Schöna (LXXX) z česky psané tzv. Milichthalerovi Bible vydané v Norimberku roku 1540 (ze stejné Bible mohl být inspirací pro první výjev s Mojžíšem grafický list klečícího Mojžíše, dostávajícího Desatero přikázání (XXXIV); ilustrace se ale poprvé objevují již ve Starém zákoně vydaném Friedrichem Peypem v Norimberku v roce 1524). Obecně je výzdobou tohoto pásu pravděpodobně zdůrazněna důležitost smlouvy mezi člověkem a Bohem, že bez poznání Boha a dodržování jeho přikázání, jež obecně symbolizují dobro, neexistuje ani láska k Bohu. Je zde přítomno rovněž varování (symbolizované oběma krajními postavami) před pokušením, svárem a ztrátou víry v Boha.

### Autor výzdoby a divácké ponaučení z výzdoby fasády domu
Autorem výzdoby je malíř s iniciály „SR“ (čitelné z půdy vedlejšího domu). Tematicky výzdobu domu navrhl pravděpodobně sám majitel domu. Zvolená kompozice výzdoby fasády měla poučeného diváka nejen přimět k zastavení se, ale i k diskusi na dané zobrazené téma. Výzdoba domu dokládá zájem o dobově aktuální filozofická témata, vycházející z učení Novoplatónské akademie. Pro humanisticky vzdělané měšťany tehdejší doby šlo zřejmě o zcela zásadní a atraktivní téma, umožňující propojení staršího křesťanského vidění světa s modernějším humanistickým pojetím světa, vycházejícím ze znovu objevené antické filozofie. Zvolená tematika výzdoby rovněž napovídá, že výzdoba mohla vzniknout při příležitosti svatby novomanželů, majitelů domu (pak by uvedené datum mohlo být datem svatebním), a byla tedy zřejmě zamýšlena jako poučení pro život v manželství. Celý tematický koncept fasády má tedy pravděpodobně rovněž blízko k učení, které ve svém spise „O dobru manželském“ (De bono coniugali) formuloval sv. Augustin. V tomto spise, vycházejícím rovněž z Platónova učení o lásce, sv. Augustin formuluje podoby lásky v manželství, definuje zde podobu jejího vztahu k tělesné žádostivosti a zdrženlivosti i k věrnosti (mezi manželi a rovněž i k Bohu). Podle sv. Augustina je manželství dobro a manželské spojení je svaté. Manželství znamená následovat druhého v lásce, a tak se stávat jedinou existencí, jediným tělem a z toho důvodu také tělem nerozlučitelným, novou existencí, která se rodí z tohoto společenství lásky, která spojuje, a tak vytváří budoucnost.
Výzdoba domu rovněž ukazuje vysoký nárůst vzdělanosti měšťanské vrstvy společnosti v průběhu 16. století, na kterém má zásadní podíl velké celoevropské rozšíření knihtisku a knih obecně (včetně jejich distribuce a prodeje za přijatelné ceny) a s tím spojené zlepšení výuky latiny na městských školách. Obecně lze z dnešního pohledu chápat figurální sgrafita jako jistou formou obrázkového písma, mluvícího k divákovi především pomocí velkého množství symbolů. Samotné obrazy jsou tedy jakýmsi nositelem těchto symbolů a důraz na jejich výtvarnou stránku, zřejmě zpočátku ne až tak důležitou, se teprve postupně, během druhé poloviny 16. století, stupňoval (společně s kvalitou a dostupností zdrojových grafických listů), až byla nakonec technika sgrafita v manýrismu postupně opuštěna ve prospěch nástěnné malby, která přece jen dovoluje umělecky vytříbenější provedení.

## Galerie, detaily výzdoby uliční fasády domu

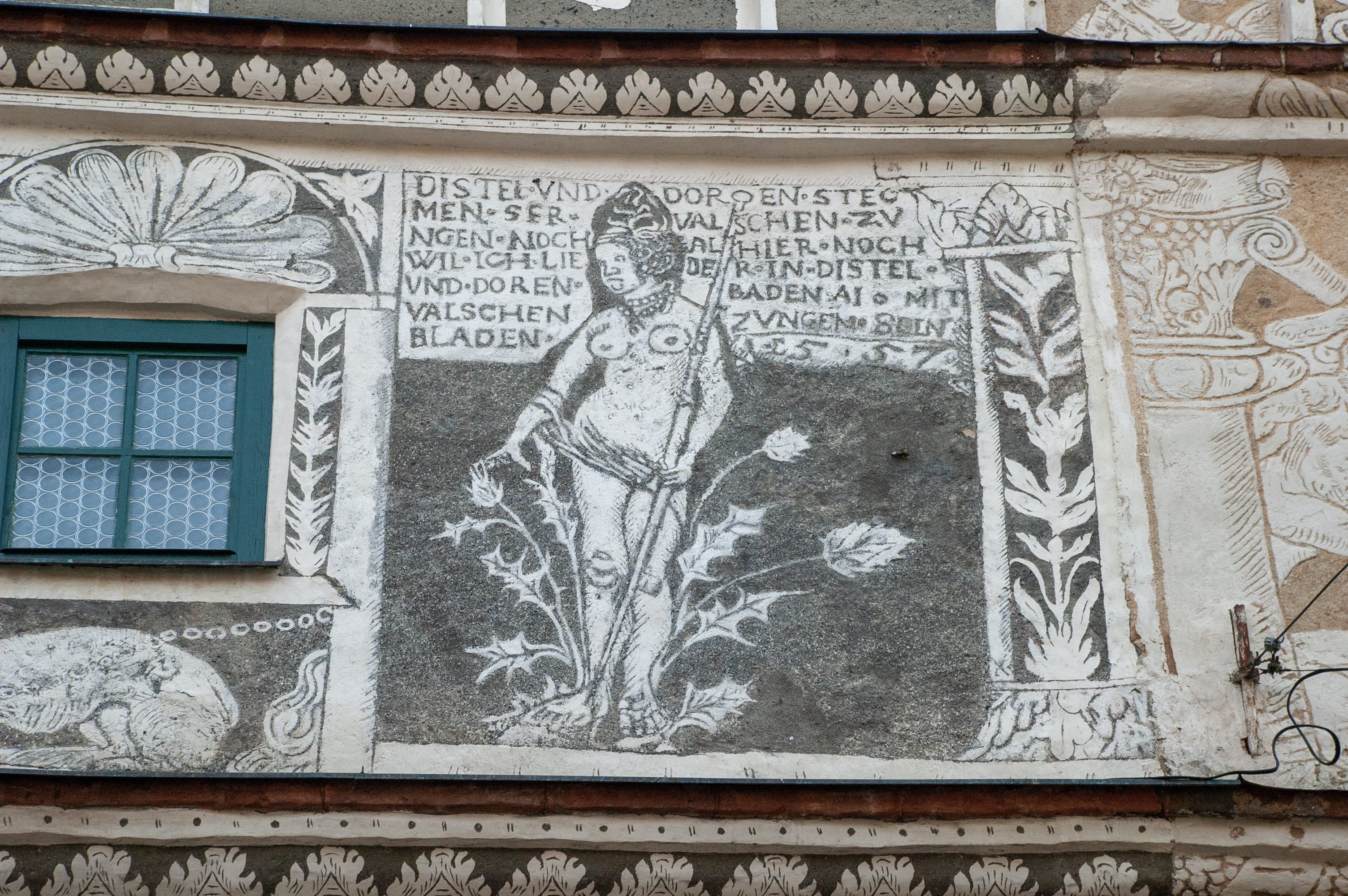
č.p. 28, Nebeská Venuše
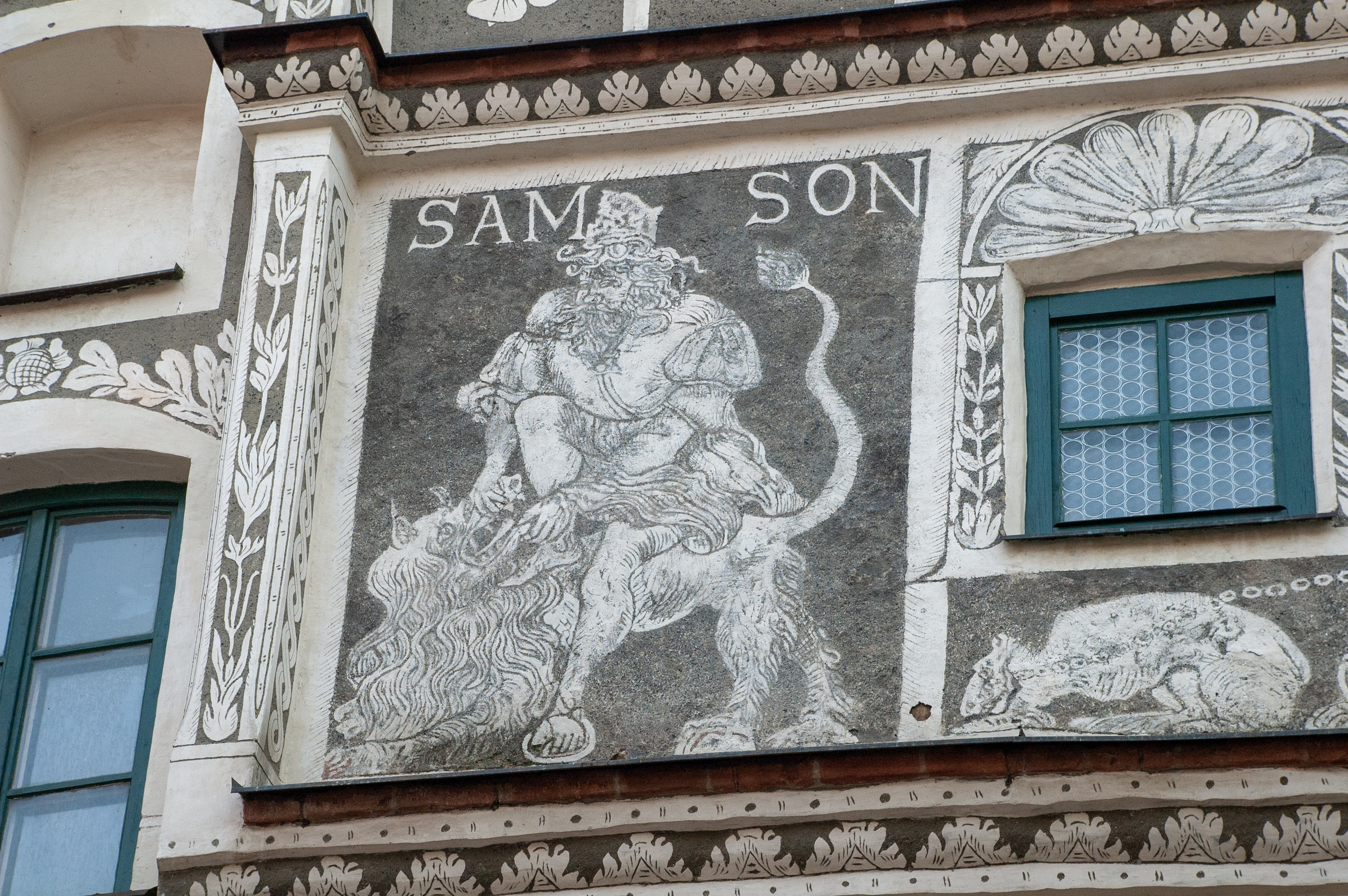
č.p. 28, Samson
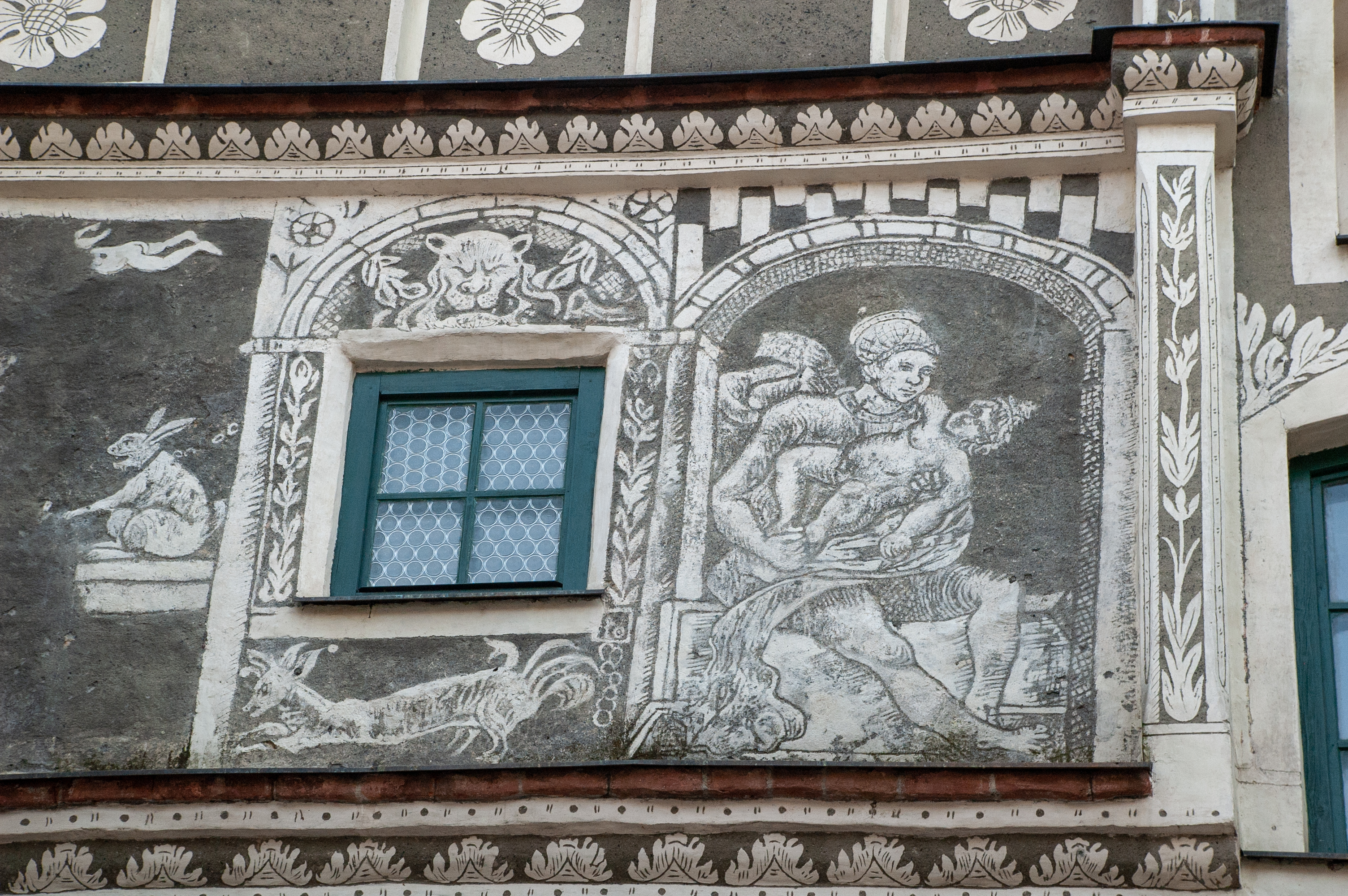
č.p. 28, Caritas
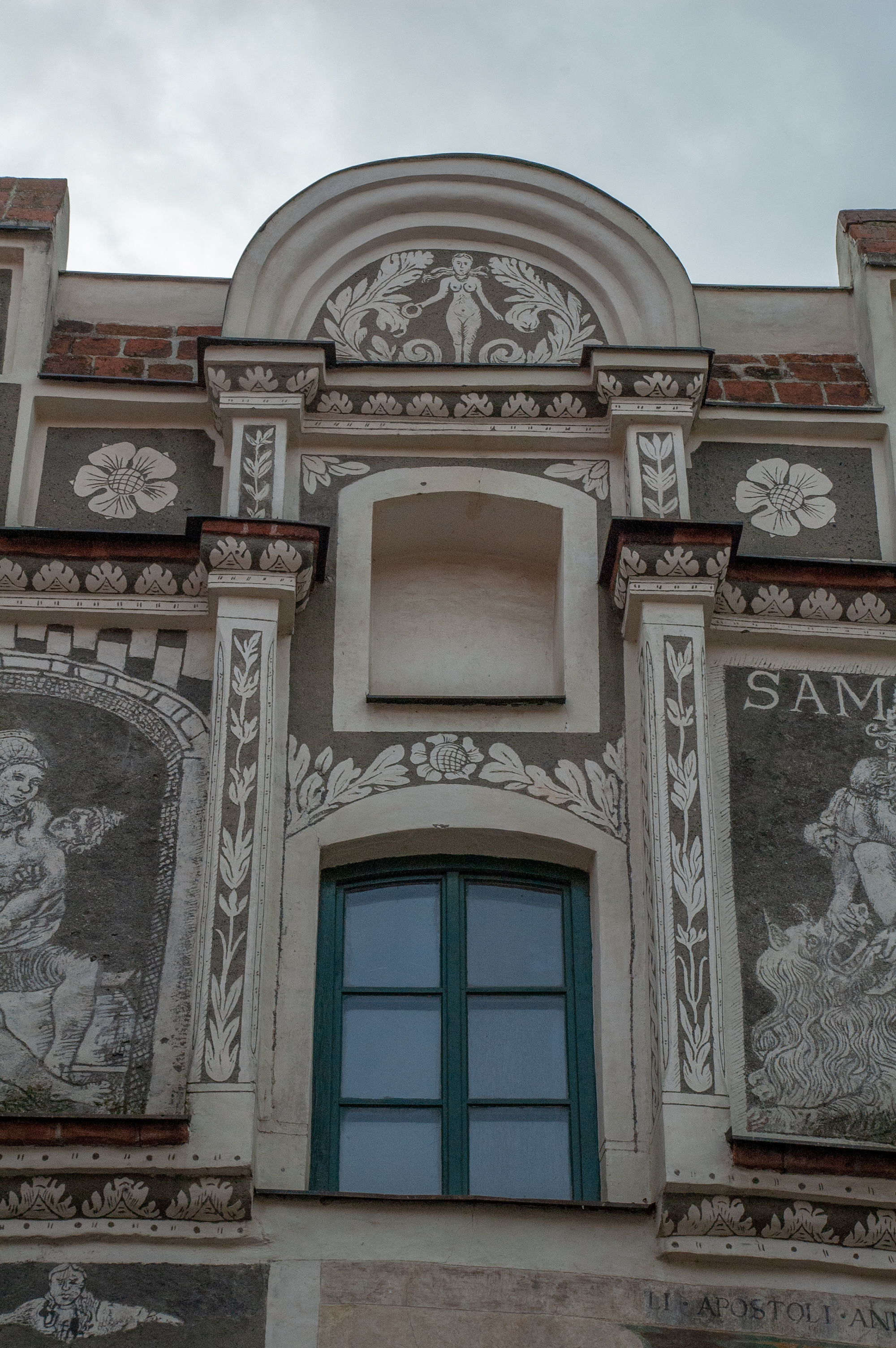
č.p. 28, obloučkový nástavec atiky
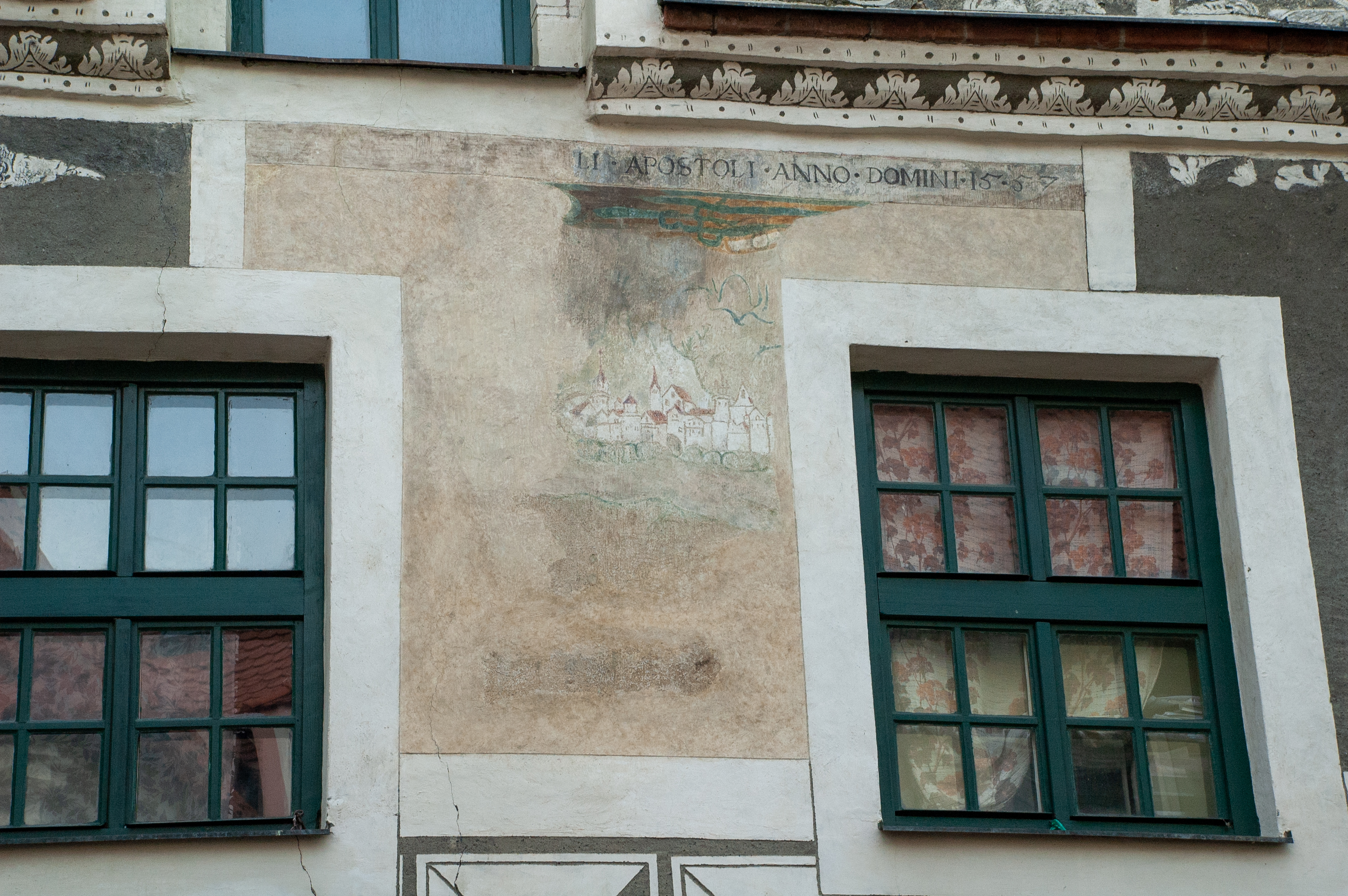
č.p. 28, Jericho?
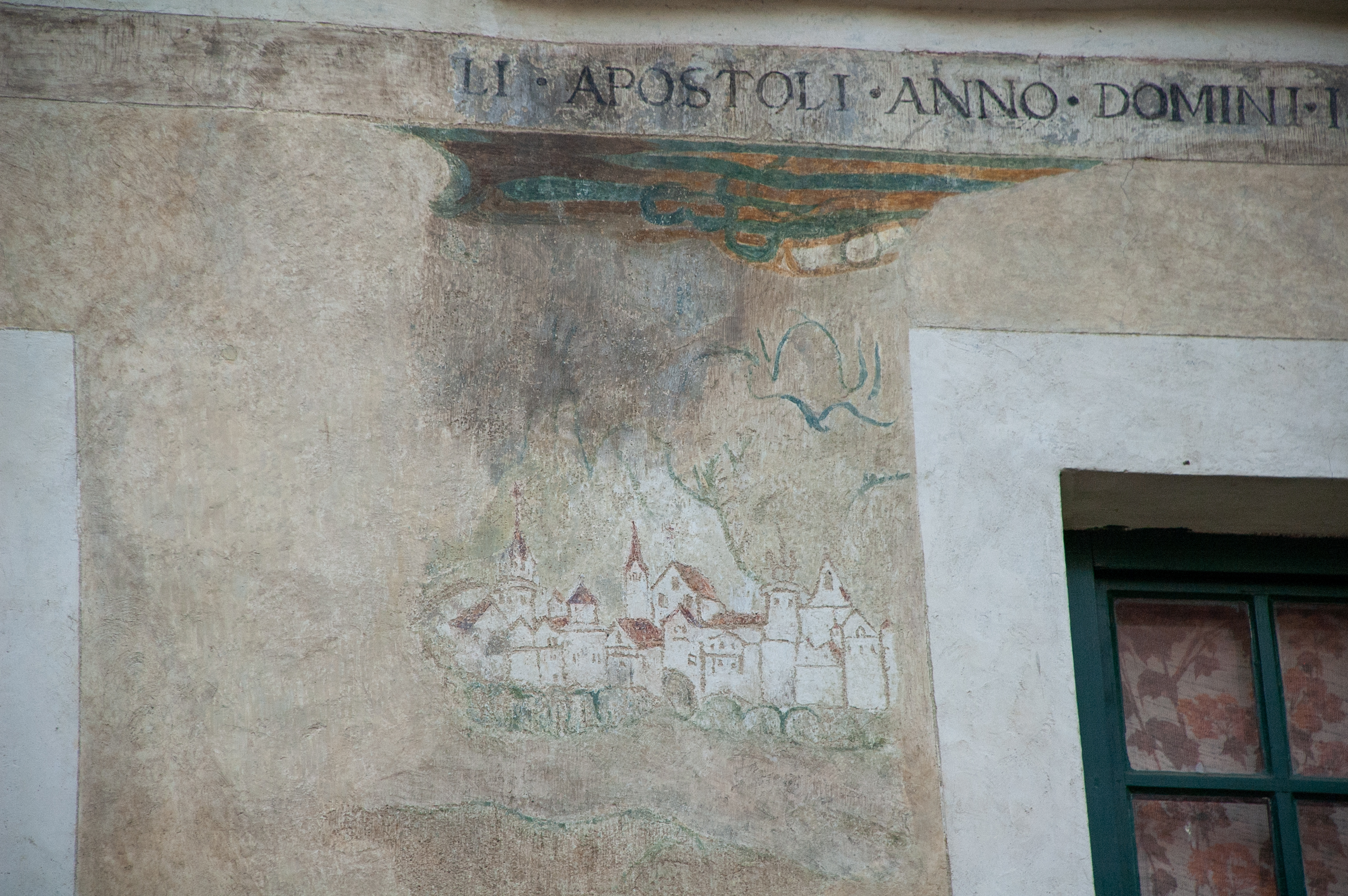
č.p. 28, Jericho?
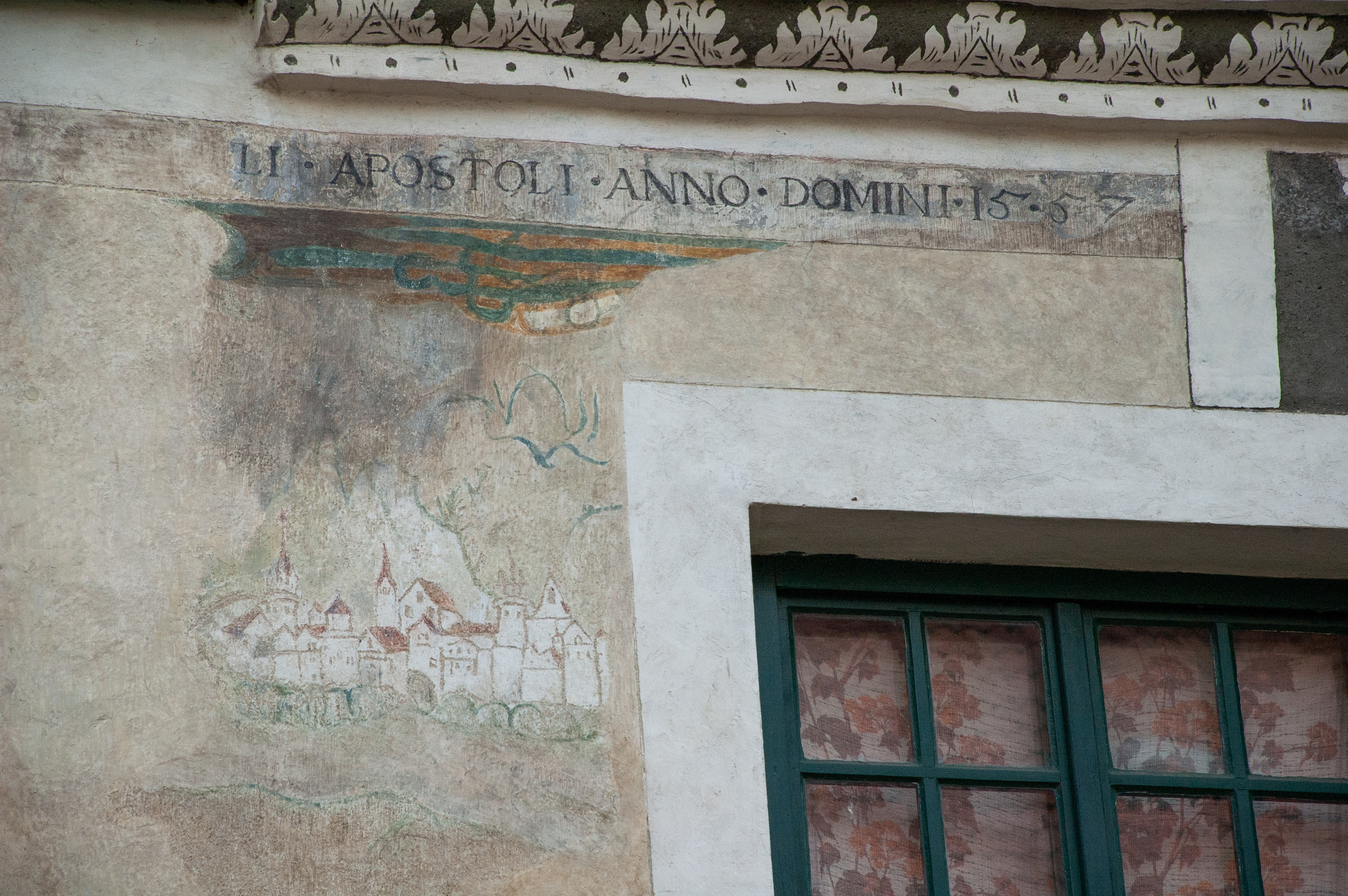
č.p. 28, Jericho?
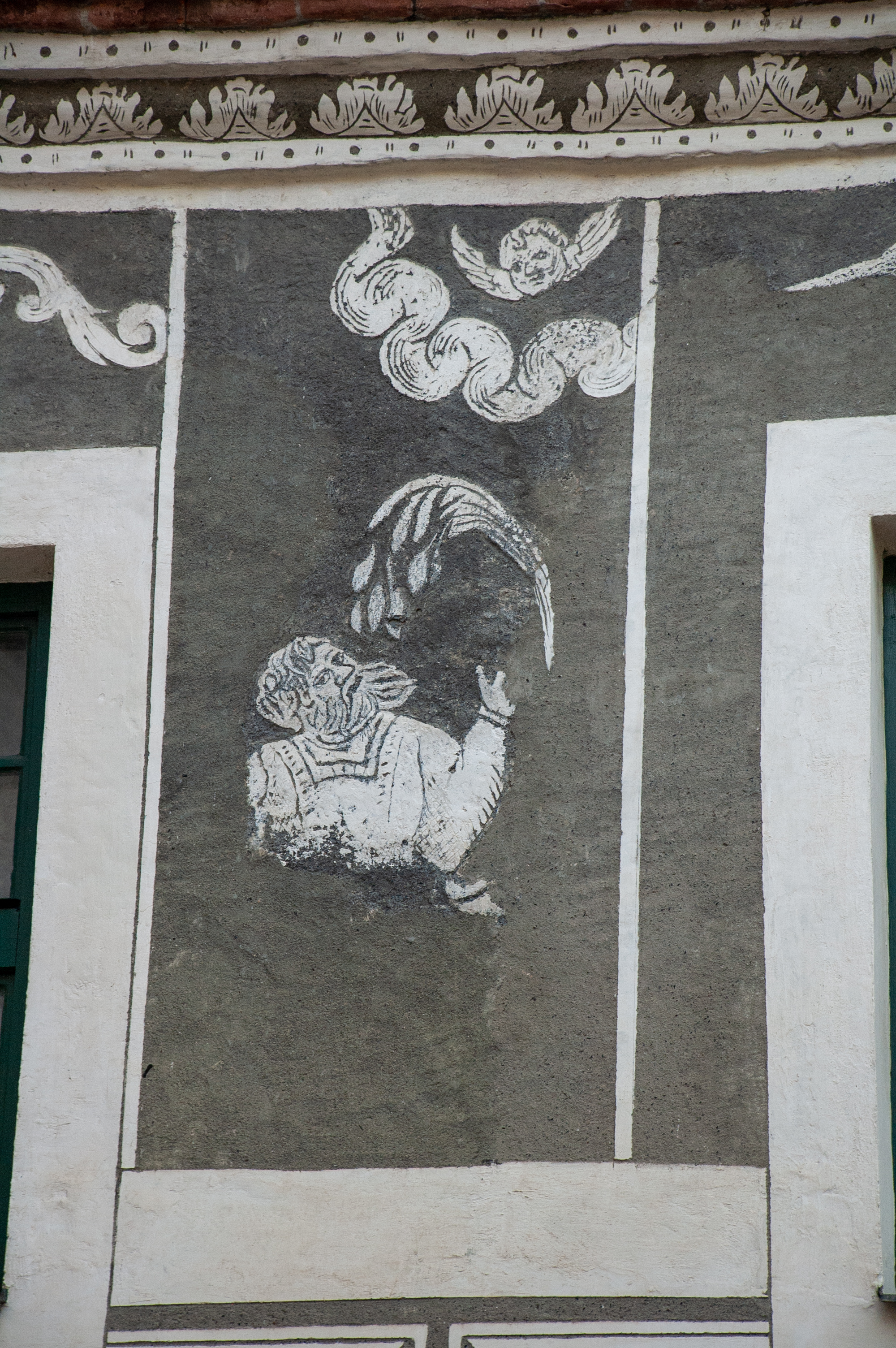
č.p. 28, Mojžíš
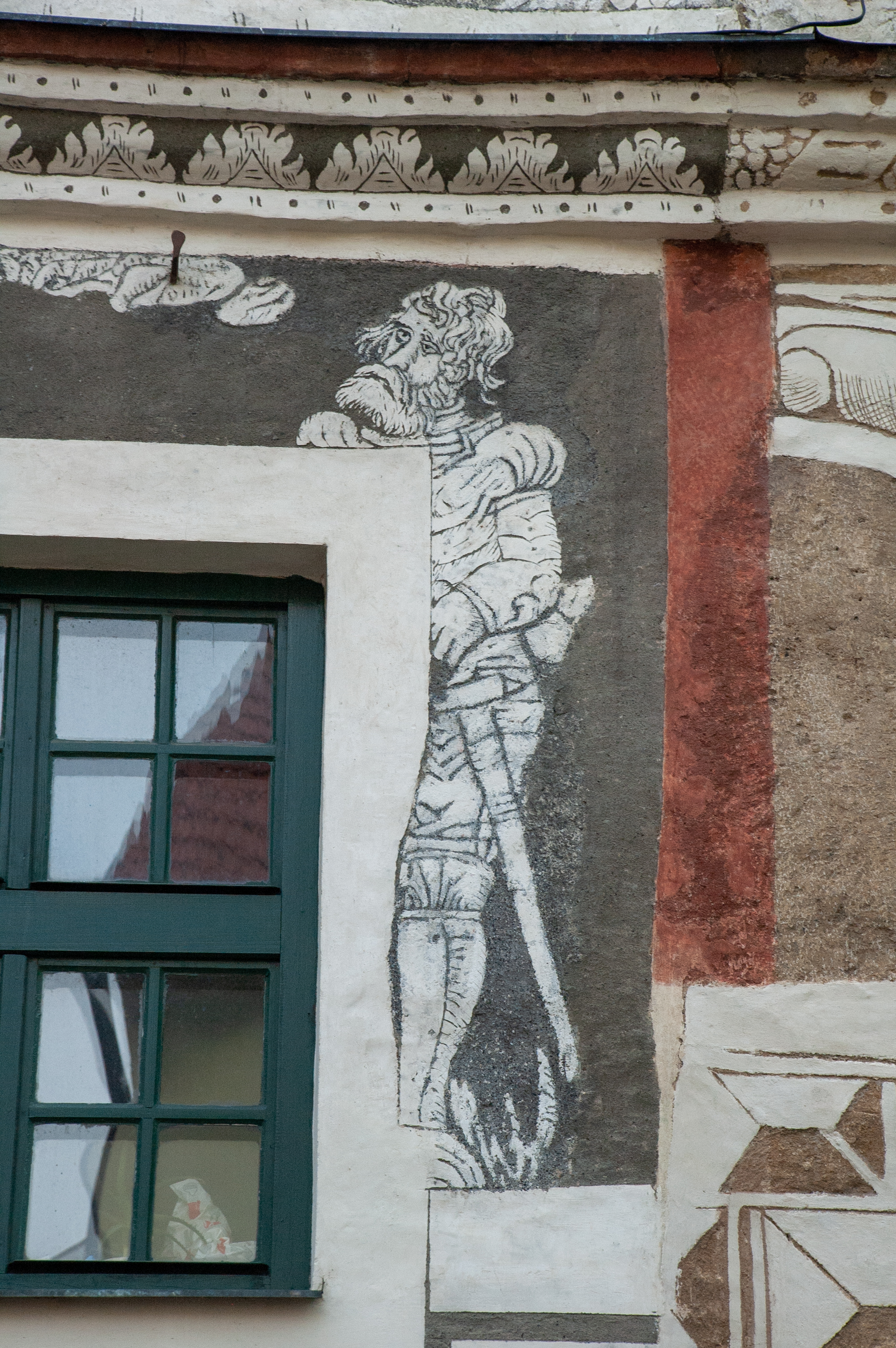
č.p. 28, Jozue
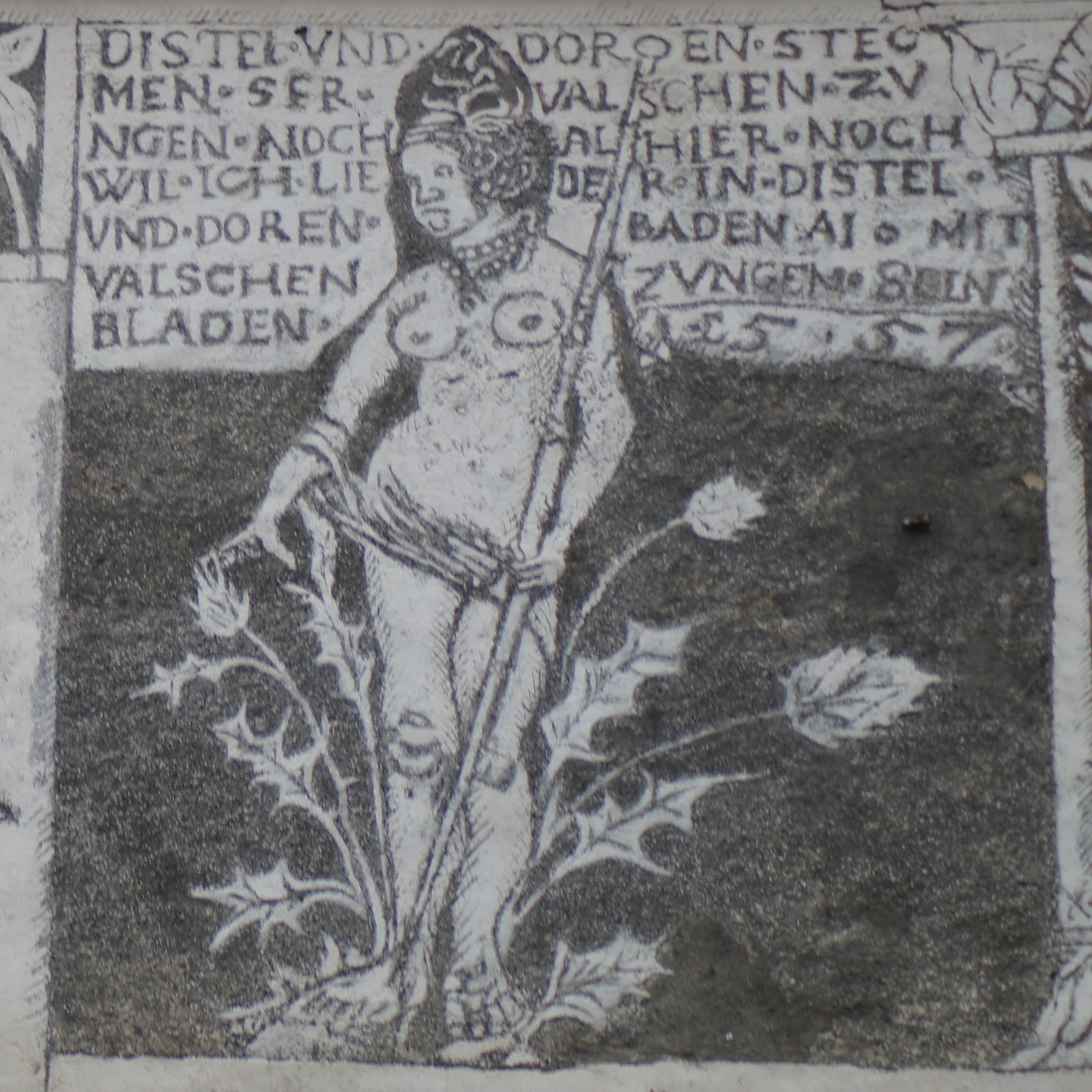
č.p. 28, Nebeská Venuše
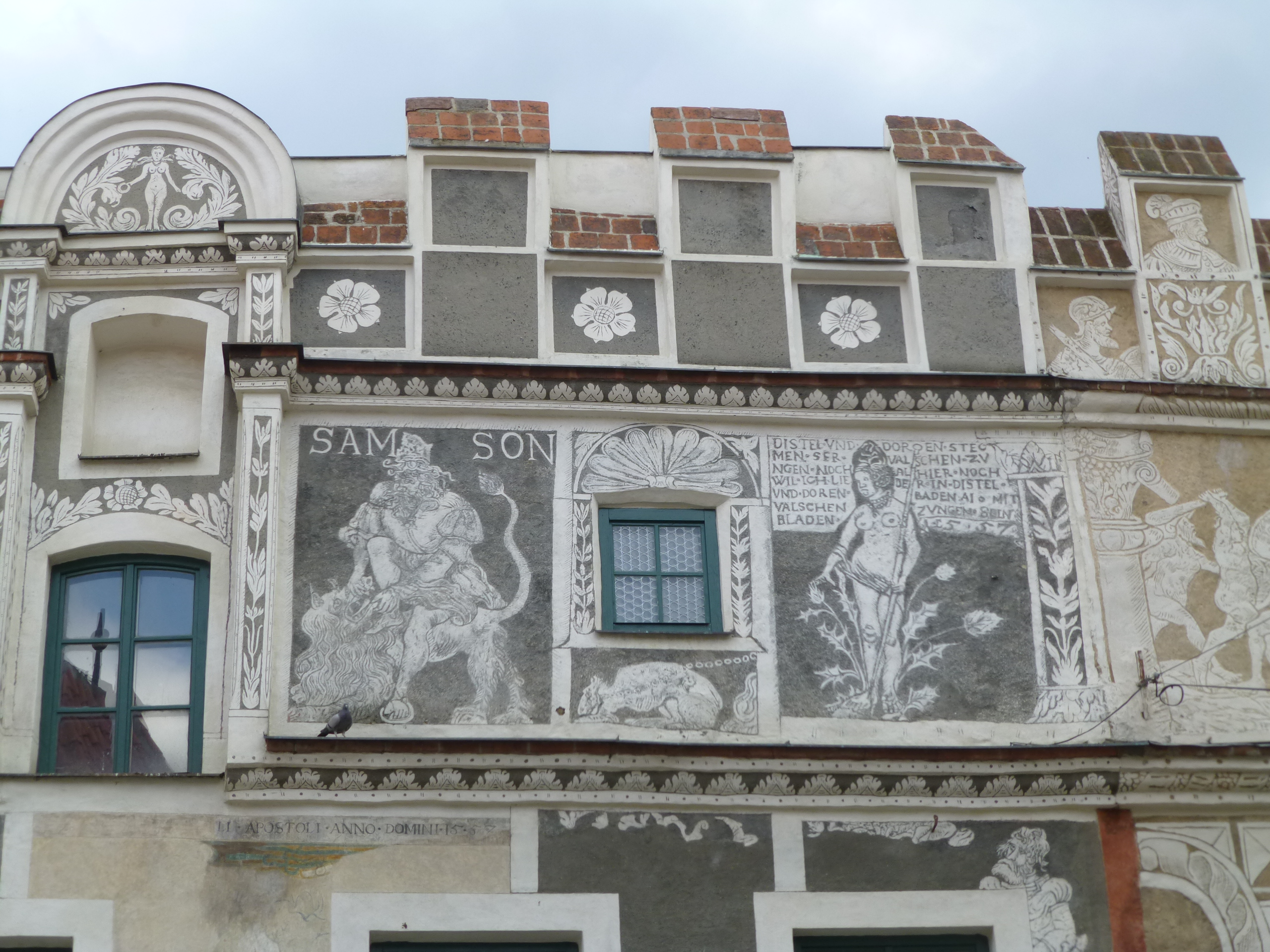
č.p. 28, atika, Samson a Nebeská Venuše
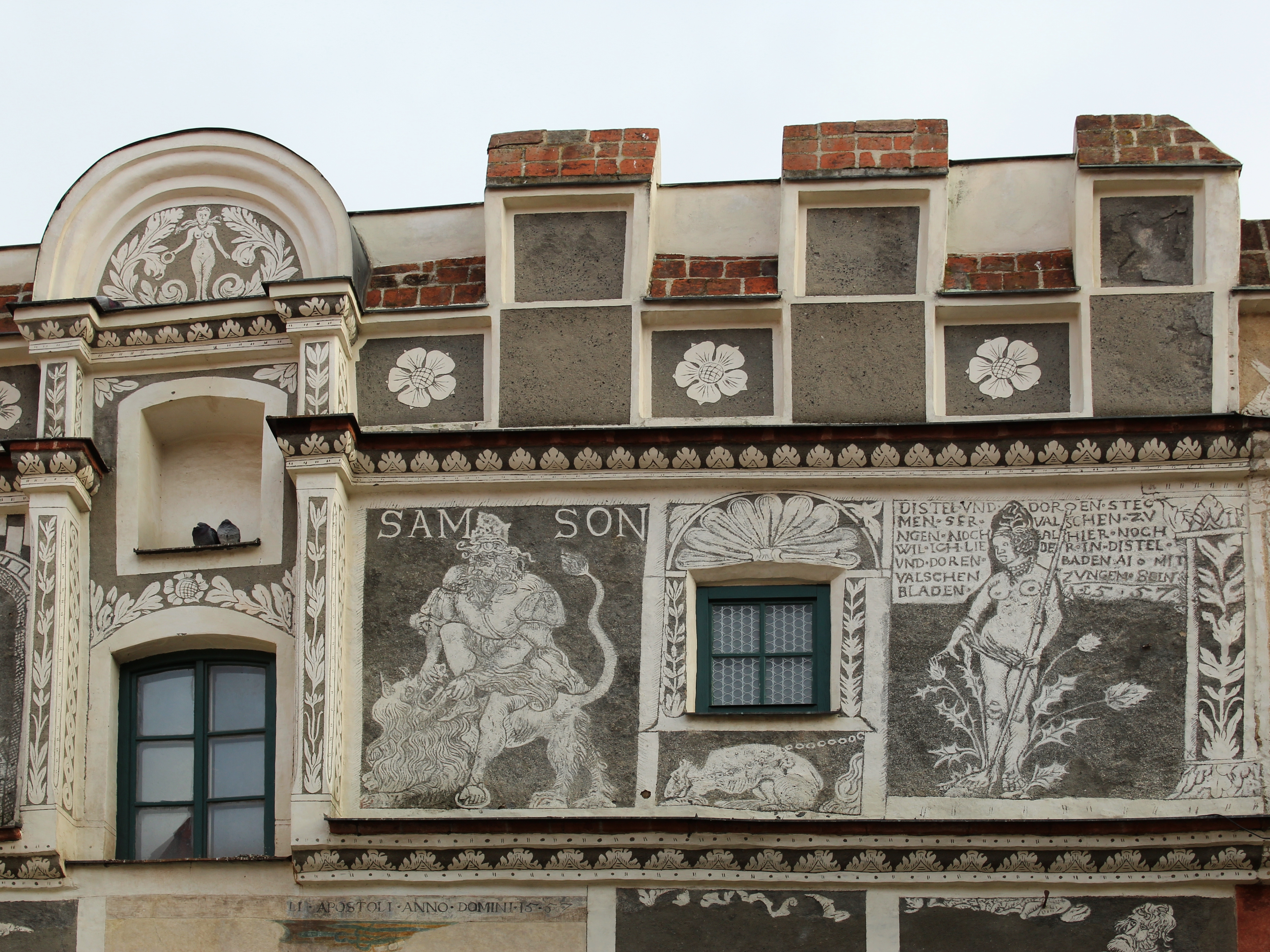
č.p. 28, atika, Samson a Nebeská Venuše
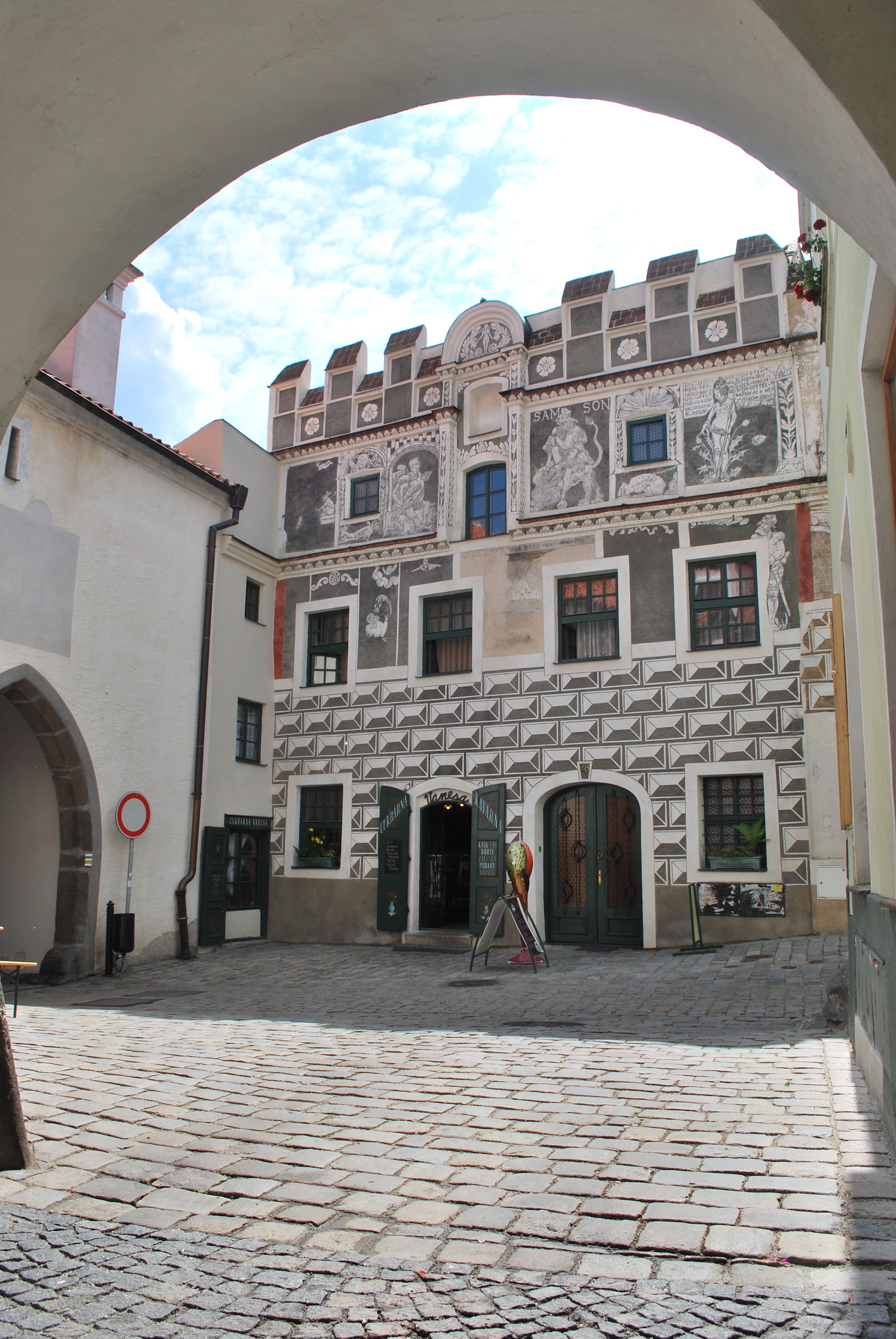
č.p. 28, fasáda
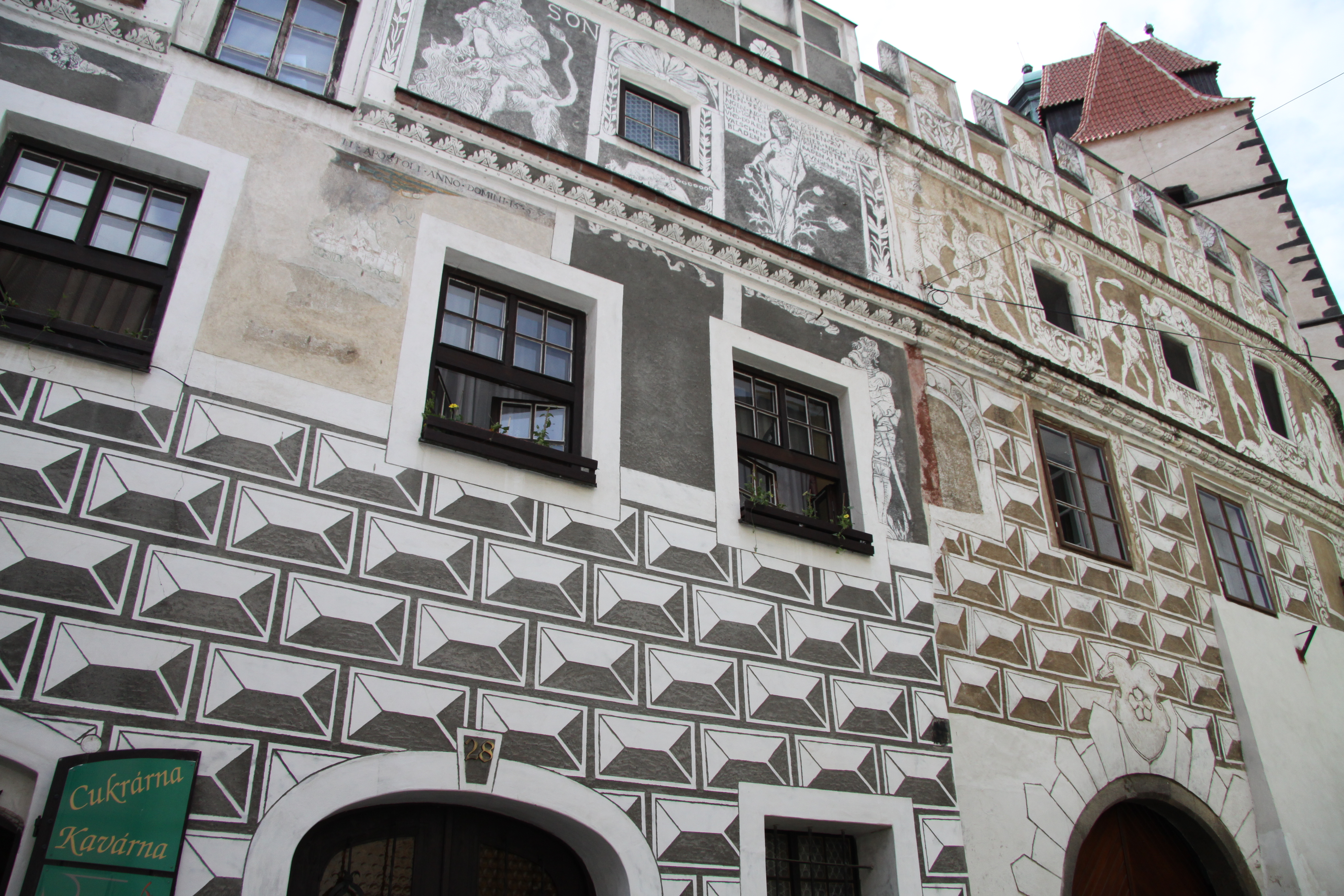
č.p. 28, fasáda